# Longares
Longares è un comune spagnolo di 911 abitanti situato nella comunità autonoma dell'Aragona.
Il paese, riconquistato dai Cristiani agli inizi del XII secolo, presenta una chiesa parrocchiale del XVI-XVII secolo. La bella torre mudéjar che la affianca fu invece costruita nel XIV secolo: era dunque preesistente al tempio cristiano. Alcune pitture esposte all'interno della chiesa sono state attribuite al pittore Alonso Cano, uno dei grandi maestri del barocco spagnolo.